# Erlenzeisig

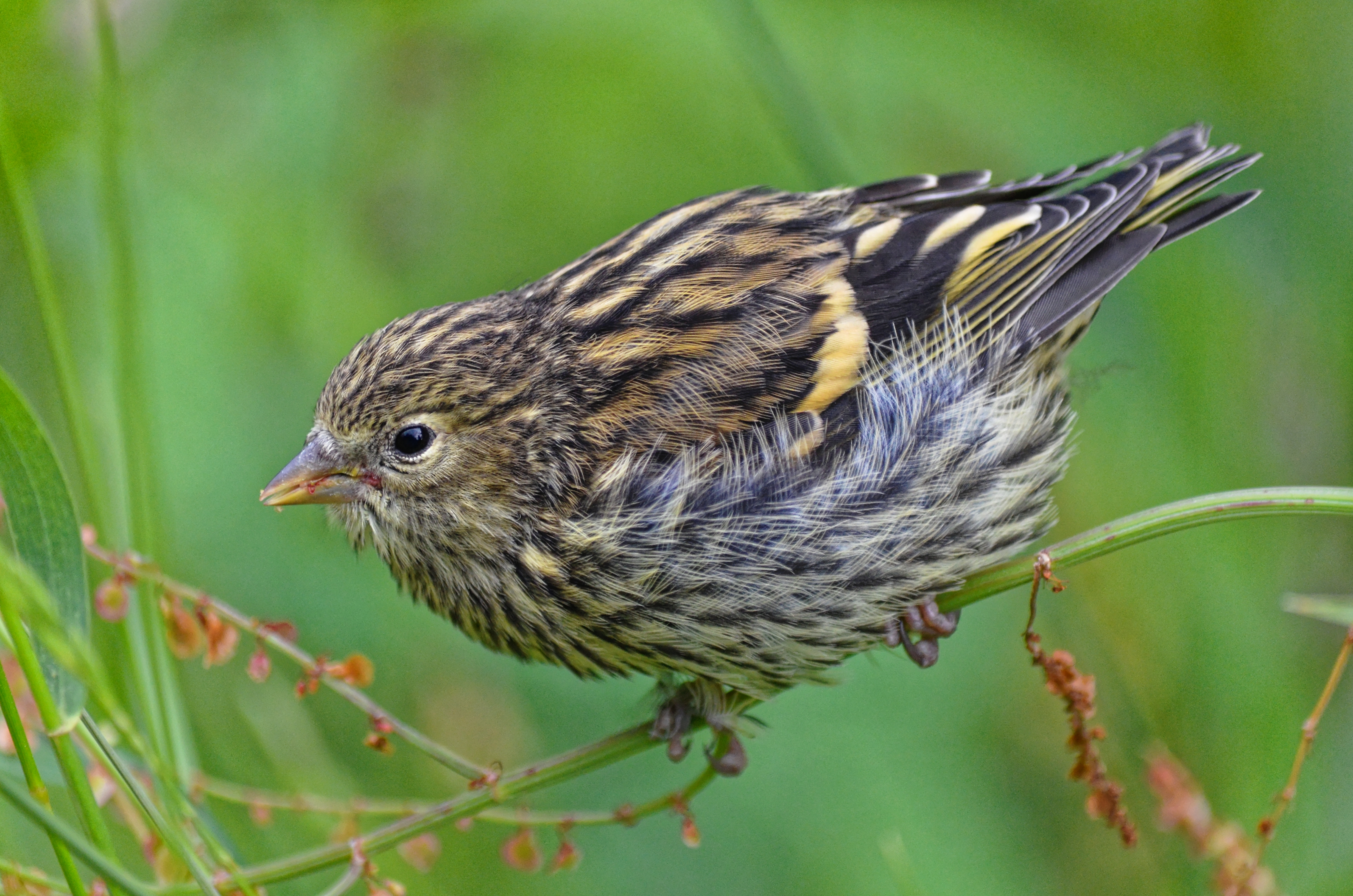
Jungvogel

Der Erlenzeisig (Spinus spinus, Syn.: Carduelis spinus) ist eine Vogelart aus der Unterfamilie der Stieglitzartigen (Carduelinae). Vögel dieser Art werden zuweilen auch einfach Zeisig genannt, da sie im deutschsprachigen Raum die häufigsten und bekanntesten Stellvertreter der Gruppe kleiner Finkenvögel sind, die den Namensteil „-zeisig“ tragen.

## Beschreibung
Erlenzeisige sind mit 12 Zentimetern relativ kleine Finken, ihre Flügelspannweite beträgt 20 bis 23 Zentimeter. Sie werden 12 bis 15 Gramm schwer. Das Männchen ist kontrastreich schwarz-gelb-grün gefärbt, mit schwarzer Stirn und schwarzem Kinn, ansonsten gelbem Kopf mit grünen Wangen. Der Rücken ist graugrün, die Flügel schwarz mit einer gelben Binde. Die Weibchen sind unscheinbarer graugrün und gestrichelt, mit hellgrauem Bauch. Ihre Flügel haben jedoch ebenfalls gelbe und grüne Bereiche. Der Gesangⓘ des Männchens ist eilig zwitschernd, knirschend und scharrend, er wird von Baumspitzen aus oder im Flug vorgetragen.

## Verbreitung und Lebensraum

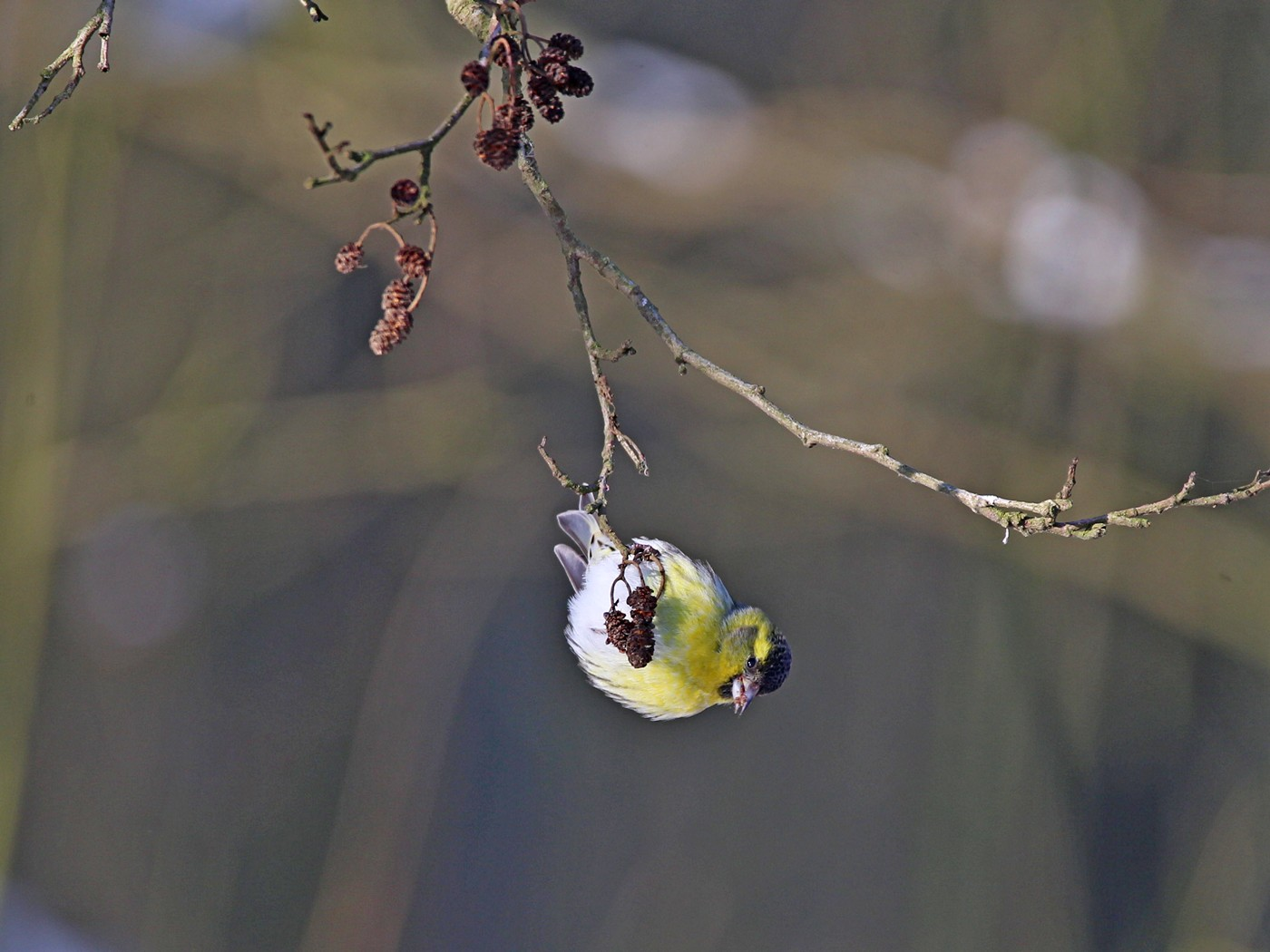
Erlenzeisig

Verbreitung des Erlenzeisigs:
Brutgebiete
Ganzjähriges Vorkommen
Überwinterungsgebiete

Erlenzeisige kommen mit Ausnahme von Island und dem nördlichen Rand Skandinaviens in ganz Europa vor. Außerdem leben sie in Nord- und Ostasien sowie im Nahen und Mittleren Osten. Der Erlenzeisig ist in seinem Bestand ungefährdet. In Mittel-, Süd- und Westeuropa sind sie Jahresvögel.
Sie brüten vornehmlich in Fichten, deshalb sind sie während der Brutzeit vor allem in Nadel- und Mischwäldern anzutreffen. Im Winter ziehen sie in großen Schwärmen über große Strecken durch offene Landschaft und ernähren sich von Samen und Knospen. Dabei ziehen die meisten Tiere eher nach Südeuropa.

## Ernährung
Erlenzeisige heißen so, weil sie sich am liebsten von Erlen- und Birkensamen ernähren. Sie fressen aber auch andere Samen, am häufigsten von Bäumen, sowie Nüsse und manchmal Insekten.

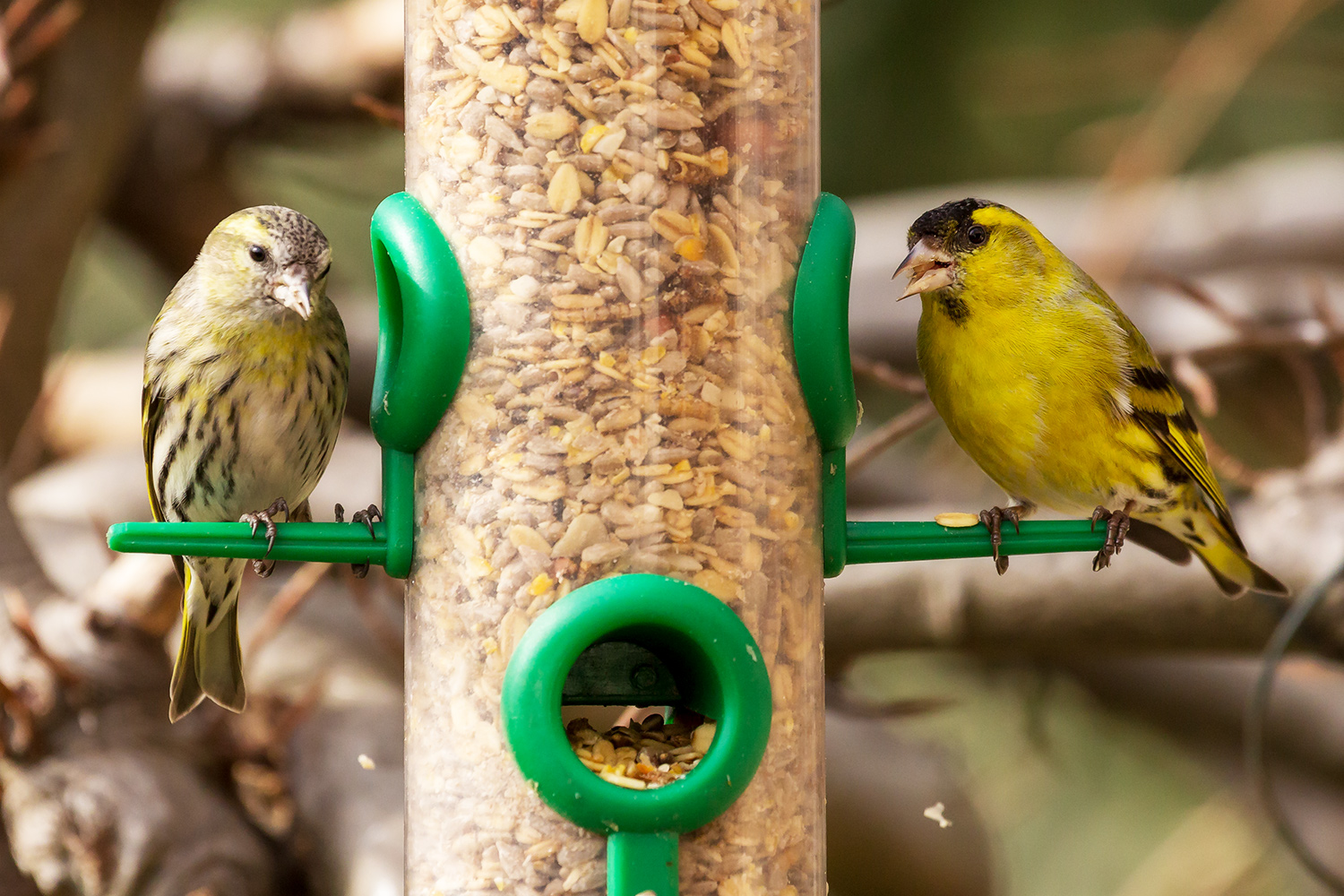
Zwei Erlenzeisige an der Futterröhre. Links das Weibchen, rechts das Männchen

## Fortpflanzung

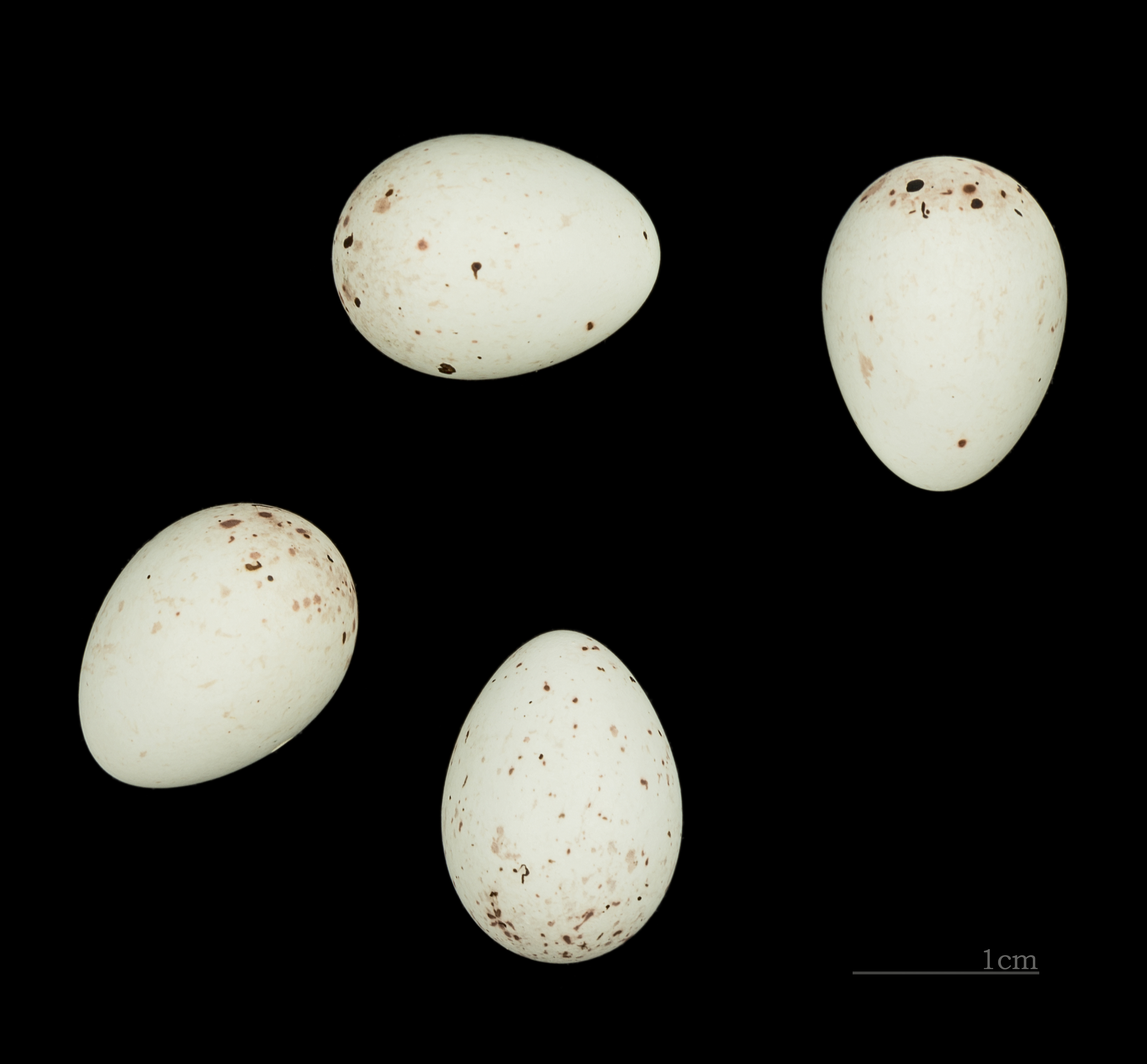
Gelege eines Erlenzeisigs

Am liebsten brütet der Erlenzeisig hoch oben in Fichten, die Nester werden aus Gräsern und Moosen gebaut. Drei bis fünf Eier werden 13 Tage lang ausgebrütet, die Nestlinge werden mit Blattläusen und Raupen gefüttert, bis sie mit etwa 13 Tagen flügge werden.

## Systematik
Obwohl der Erlenzeisig ein sehr großes Verbreitungsgebiet hat, ist die Art monotypisch, d. h., es werden keine Unterarten unterschieden. Die Art wurde lange Zeit in die Gattung Carduelis eingeordnet. Aufgrund phylogenetischer Untersuchungen aus dem Jahr 2012 wurde dieses Taxon allerdings in eine größere Anzahl von Gattungen aufgegliedert. Seither wird der Erlenzeisig zusammen mit einer Anzahl amerikanischer Zeisige in der Gattung Spinus geführt.